# Circuito de Tsukuba
El Circuito de Tsukuba es un autódromo situado en la ciudad de Shimotsuma, cerca del centro de la ciudad de Tsukuba, prefectura de Ibaraki, Japón, unos 60 km al norte de Tokio. Tiene 2.045 metros de largo y la recta más larga es de 437 metros; hay una pequeña chicana que se utiliza para competiciones de motociclismo de velocidad e incrementa la longitud a 2.070 metros. La pista fue diseñada en 1966 con el objetivo de atraer a los jóvenes a participar en los deportes de motor, pero no fue construida hasta 1970.
Tsukuba albergó una fecha de la Fórmula 3 Japonesa desde 1979 hasta 2004, pero ninguna de la Fórmula Nippon ni el Campeonato Japonés de Gran Turismos. Hoy en día se realiza un evento cada semana. En cambio, Tsukuba se utiliza comúnmente para derrapadas como el D1 Grand Prix, competiciones de vuelta rápida y eventos relacionados con el tuning. Además, la revista Best Motoring usa Tsukuba para comparar los automóviles entre sí.
La pista ha aparecido en numerosos videojuegos de carreras, entre ellos varias entregas de las series Forza Motorsport y Gran Turismo, iRacing y Tourist Trophy, también aparece en el videojuego de Infinity Vector Assoluto Racing. También ha aparecido en la película Megalopolis Expressway Trial Max, que trata sobre el mundo del tuning, así como en el manga "F" de Noboru Rokuda, ganador del Premio Shōgakukan a mejor manga de 1990.